# Musée des armes anciennes de Chojor
Le musée des armes anciennes de Chojor est un musée d'arts et traditions populaires situé à Gyama, dans le xian de Maizhokunggar, dans la région autonome du Tibet (Chine).

## Situation
Ce musée est situé dans la ville de Gyama, à 70 km à l'est de Lhassa, la capitale de la région autonome,,.

## Projet
Le concepteur du projet et fondateur du musée est un particulier du nom de Chojor, qui a collecté pendant près de trente ans des objets anciens et en particulier des armes. Le projet de musée a été lancé en 2012. Les travaux ont commencé en avril 2013. L’inauguration a eu lieu le 3 juillet 2015. Cinq millions de yuan ont été investis dans la réalisation du musée par la région autonome du Tibet selon le directeur du Bureau des objets anciens du Tibet,,.

## Site et bâtiment
La superficie totale du site est de 1,2 hectare et celle du bâtiment de 1 500 mètres carrés. Celui-ci comporte deux niveaux : au rez-de-chaussée les salles d’exposition, au premier étage les services administratifs,,.

## Espaces d’exposition
Le musée est composé de sept espaces d’exposition consacrés à divers types d’objets relevant des grandes périodes de l’histoire du Tibet et appartenant à différents groupes ethniques (Tibétains, Hans, Mandchous, Mongols, etc.) :

- la céramique, dont la porcelaine blanche tibétaine ;
- l’art du bronze ;
- les vêtements traditionnels à caractère ethnique ;
- les objets du quotidien ;
- les objets rituels et religieux ;
- les objets liés à la révolution ;
- les armes et armures anciennes allant de l’empire Tang à l’empire Qing.

Ce sont en tout 1613 objets qui sont présentés au public sur les 10 000 que possède le musée,,.